# Barbara Kortmann (Flötistin, 1985)

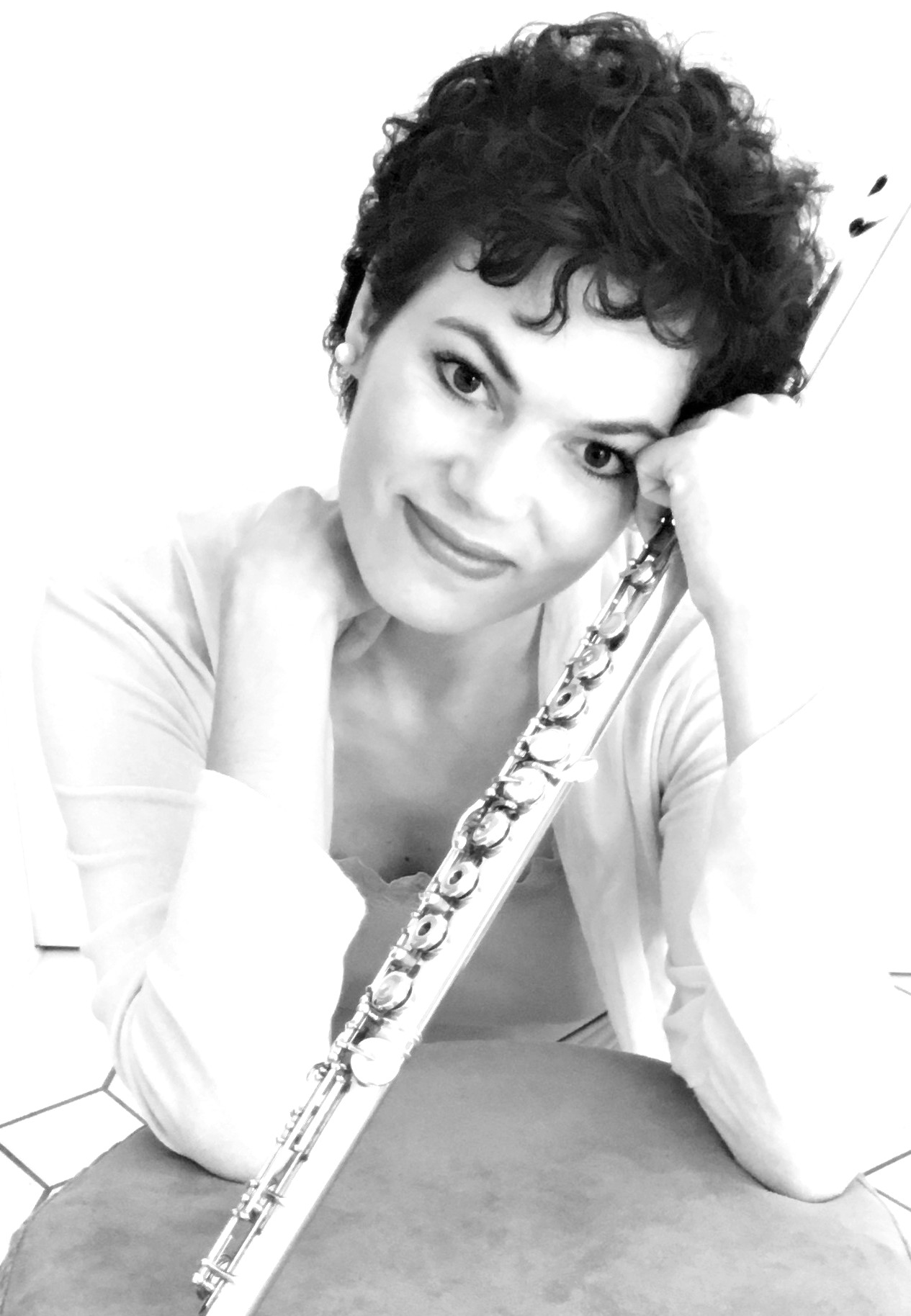
Barbara Kortmann, 2017

Barbara Kortmann (* 1985 in München) ist eine deutsche Flötistin.

## Leben
Barbara Kortmann wuchs in Hamburg auf. Ihren ersten Flötenunterricht erhielt sie im Alter von zwölf Jahren am Hamburger Konservatorium. Ihr Studium absolvierte sie bei Andrea Lieberknecht, Hochschule für Musik, Theater und Medien Hannover, Felix Renggli, Musikakademie der Stadt Basel und Michael Martin Kofler, Universität Mozarteum Salzburg. Während ihrer Studienzeit erhielt sie Förderpreise u. a. von der Hamburger Musikhochschule, der Dr.-Meyer-Struckmann-Stiftung, der Marc Rich Foundation und der Oscar und Vera Ritter Stiftung. Des Weiteren ist die Preisträgerin des  International Music Competition Jeunesse Musicales Bucharest, des Internationalen Aeolus Bläserwettbewerb für Flöte, Oboe und Posaune in Düsseldorf und des Wettbewerbs der Märkischen Kulturkonferenz, den sie 2010 als erste Flötistin in der Geschichte des Wettbewerbs gewann und somit Preisträgerin des Märkischen Stipendiums für Musik 2010 wurde. Außerdem erhielt sie den Sonderpreis für junge Nachwuchsmusiker des NDR-Sinfonieorchesters und war Stipendiatin der von Yehudi Menuhin ins Leben gerufenen Stiftung Live Music Now.
Ihre Konzerttätigkeit als Kammermusikerin und Solistin führte sie neben vielen Städten in Deutschland auch nach Skandinavien, Rumänien, Österreich, Frankreich, Italien, in die Schweiz, in die Niederlande und in die USA.
2012 gewann sie den ersten Preis im internationalen Wettbewerb American Protégé International Music Competition. Außerdem wurde ihr bei diesem Wettbewerb von der Jury der 'Judges Distinction Award' und der Preis für die 'Best Performance' verliehen. Im Rahmen dieses Wettbewerbs spielte sie zusammen mit anderen Preisträgern im März 2013 ein Konzert in der Carnegie Hall (Weil Recital Hall) in New York. 2015 wurde sie 1. Preisträgerin des International Music Competition – Grand Prize Virtuoso in Paris. Beim Galway Weggis Flute Festival 2016 wurde sie von Sir James Galway mit dem Rising Stars Award ausgezeichnet.
Seit 2016 ist sie als Teil des Pilotprojektes Künstlerische Qualifizierungsstellen auf eine Professur Dozentin für Querflöte an der Hochschule für Musik, Theater und Medien Hannover.
Ihr 2017 unter dem Label Genuin classics veröffentlichtes Album Inner Lights wurde bei den Global Music Awards mit Gold ausgezeichnet.
Kortmann lebt und arbeitet in Berlin, Hamburg und Hannover.

## Diskografie
- 2017 Album Inner Lights